# Cephalocoema canaliculata
Cephalocoema canaliculata är en insektsart som först beskrevs av Guérin-Méneville 1844.  Cephalocoema canaliculata ingår i släktet Cephalocoema och familjen Proscopiidae. Inga underarter finns listade i Catalogue of Life.